# استامبراس

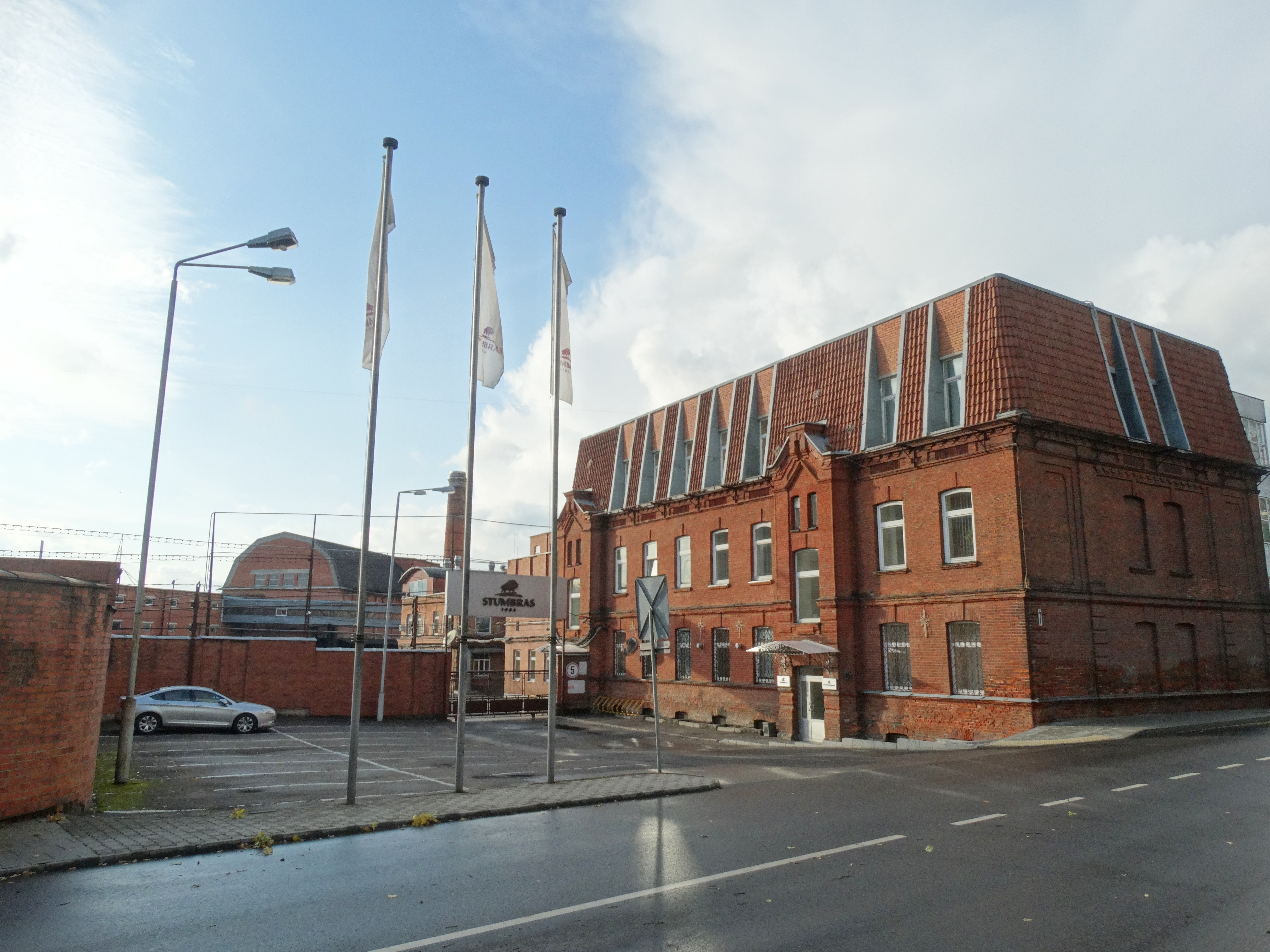
ای‌بی استامبراس، تولید کننده نوشیدنی‌های الکلی قوی، کاوناس، لیتوانی

ای‌بی استامبراس یکی از قدیمی‌ترین و بزرگترین تولیدکننده نوشیدنی‌های الکلی قوی در کاوناس، لیتوانی است. این شرکت در سال ۱۹۰۶ فعالیت خود را آغاز کرد. این کشور همچنین بزرگترین صادرکننده مشروبات الکلی قوی و یکی از بزرگترین مالیات دهندگان در لیتوانی است. معروف‌ترین مارک‌های این شرکت عبارتند از ودکا لیتوانیایی، ۹۹۹ (تلخ)، گلوریا (براندی)، استومبرو استارکا (تلخ)، کروپنیکاس (لیکلور) و پوئما (لیکور). نام شرکت به معنای گاومیش کوهان‌دار اروپایی ترجمه می‌شود.